# La Pobla de Segur
|  | Aquest article és sobre el municipi d'aquest nom. Per a la vila, vegeu La Pobla de Segur (vila). |

Escut no oficial

La Pobla de Segur és el segon municipi en població de la comarca del Pallars Jussà. La seva riquesa i forma de vida té la base en el comerç i els serveis, així com en la indústria, la pagesia i la ramaderia. Té un clima variat durant tot l'any, tenint en compte que la seva situació és al Prepirineu. La vila està dividida pel riu Flamisell, que separa els dos nuclis més importants de la població. A l'entrada, per la carretera C-13 que ve de Tremp, existeix a l'esquerra, ponent, un polígon industrial i de serveis.
El terme municipal de la Pobla de Segur inclou, a més d'aquesta vila, els pobles i despoblats de Gramuntill, Montsor, Puimanyons, Sant Joan de Vinyafrescal, a més de la Pobla de Segur.
En la proposta derivada de l'informe popularment denominat Informe Roca, es preveia separar l'antic terme de Toralla i Serradell del terme municipal de Conca de Dalt, al qual pertany, per agregar-lo al de la Pobla de Segur, amb la qual cosa Toralla i Serradell perdria la seva condició d'enclavament. A més, es creava l'agrupació de municipis de la Pobla de Segur, Conca de Dalt i Salàs de Pallars.

## Etimologia
La primera part del nom de la Pobla de Segur ens remet a una població nova alçada a partir d'un repoblament mitjançant una carta pobla, en la qual es concedia una sèrie de privilegis als qui anessin a repoblar un determinat territori que interessava repoblar, per causes diverses (conquesta, despoblament per causes de guerra o de malalties, etcètera).
La segona part del topònim, Segur, que segons Joan Coromines hauria de ser grafiat Segú, procedeix, segons aquest mateix autor, del terme cèltic Segodunum, que s'aplicà a tota la zona on actualment hi ha la vila i terme de la Pobla de Segur.
Un dels documents més antics, del 976 o 978, documenta la spelunca de Sequni.

## Geografia
- Llista de topònims de la Pobla de Segur (Orografia: muntanyes, serres, collades, indrets..; hidrografia: rius, fonts...; edificis: cases, masies, esglésies, etc).

### Descripció geogràfica
Termes municipals limítrofs:
| Senterada        | Baix Pallars (Pallars Sobirà) | Baix Pallars (Pallars Sobirà) |
| Conca de Dalt    |                               | Conca de Dalt                 |
| Salàs de Pallars | Salàs de Pallars              | Conca de Dalt                 |

#### Perímetre del terme

##### Límit amb l'antic terme de Claverol (Conca de Dalt)
L'extrem meridional del terme municipal de la Pobla de Segur és actualment dins del Pantà de Sant Antoni, en la vertical del lloc on el barranc de Santa Llúcia vessava les seves aigües en la Noguera Pallaresa. En aquest lloc hi havia el triterme entre la Pobla de Segur, Salàs de Pallars i Conca de Dalt, en el seu antic terme de Claverol. Aquest punt es troba a 505 m. alt., depenent, però, de l'alçada de les aigües del pantà.
Des d'aquest punt, el termenal amb Claverol remuntava la Noguera Pallaresa, en direcció nord fins al gran revolt on el riu gira cap al nord-est, i d'allà, encara aigües amunt, cap al nord-est, fins a la presa de Sossís, ran de la qual hi havia el termenal entre la Pobla de Segur, Claverol i Hortoneda de la Conca, els dos darrers actualment units en el terme de Conca de Dalt. El lloc exacte és l'afluència del barranc de la Molina en la Noguera Pallaresa, a 522,5 m. alt.

##### Límit amb l'antic terme d'Hortoneda de la Conca (Conca de Dalt)
De la Presa de Sossís arrenca cap a llevant, seguint sempre la mateixa Noguera Pallaresa, el termenal amb Hortoneda de la Conca, que ja no deixa fins al triterme amb Claverol, en el seu antic enclavament dels Masos de Baiarri, i la Pobla de Segur, en el lloc de trobada del barranc de Llabro amb la Noguera Pallaresa, del qual és afluent per l'esquerra. Aquest punt es troba a 535 m. alt.
Aquest tros de termenal travessa, per la part del terme de Conca de Dalt, o sia, l'esquerra del riu, el territori de l'antiga quadra de Llania, territori medieval àmpliament documentat, però actualment del tot despoblat. Ocupa bona part de l'antiga quadra el bosc de Llania.

##### Límit amb l'antic terme de Claverol (Conca de Dalt): els Masos de Baiarri
Del barranc de Llabro, el termenal continua encara riu amunt, cap al nord-est, però seguint un traçat ple de revolts, fins a l'extrem meridional del Congost de Collegats, on aflueix en la Noguera Pallaresa el barranc de l'Infern. L'alçada d'aquest triterme és 540 m. alt.

##### Límit amb l'antic terme deBaén(Baix Pallars), del Pallars Sobirà
Des del punt de trobada del barranc de l'Infern amb la Noguera Pallaresa, just al límit sud del Congost de Collegats, el termenal entre la Pobla de Segur i Baix Pallars -alhora el límit entre Pallars Jussà i Pallars Sobirà segueix un petit tros cap al nord pel riu mateix, fins al lloc conegut com a Espuells. Just en aquest lloc es trobaven antigament quatre termes municipals: la Pobla de Segur, Baén, Gerri de la Sal i Peramea. Els tres darrers actualment estan integrats en el municipi anomenat Baix Pallars.

##### Límit amb l'antic terme de Peramea (Baix Pallars), del Pallars Sobirà
A Espuells, el termenal, ara ja amb Peramea (no arriba a tocar gens amb el vell terme de Gerri de la Sal), deixa de sobte el fons de la vall per enfilar-se, en línia recta, travessant les Roques de Collegats prop del Forat del Serpent, cap a lo Tossal, al nord-oest de Collegats, a 1.058,2 m. alt, on el termenal passa fent un angle pel nord-oest d'aquest punt. Aquí hi havia el triterme entre la Pobla de Segur, Peramea i Montcortès de Pallars.

##### Límit amb l'antic terme de Montcortès de Pallars (Baix Pallars), del Pallars Sobirà
A lo Tossal la línia de terme canvia de direcció, ara cap al sud-oest, i arriba al lloc dels Malls, a ponent de lo Serrat Gros, a 900 m. alt., a prop i al nord d'on hi ha les restes del monestir de Sant Pere de les Maleses.
Des d'aquest lloc, torna a girar, ara cap al nord-oest, i baixa gradualment a trobar el Sant Pere, que segueix aigües amunt fins al nord de la Muntanyeta de Comosí, on el barranc de Sant Pere es troba amb la Llau de les Esplugues, a 763 m. alt. En aquest punt el termenal comença a deixar el fons de la vall per tal d'enfilar-se cap al nord-oest, cap a la carena que limita pel nord la vall de Montsor, de forma paral·lela a la Llau de les Esplugues. Passa pel nord dels Deixers de Peracalç, i va a buscar la masia de Peracalç i la seva església de sant Feliu l'Africà, a 990 m. alt., a tocar de la qual passa (al seu sud-oest). La masia i l'església, però, queda fora del terme de la Pobla de Segur.
Sempre cap al nord-oest, el termenal va a buscar la carena del Serrat de la Masia, que segueix fins a lo Tossalet, de 1.411,1 m. alt., on torç de sobte cap al nord per marcar una mena de banya que fa el terme de la Pobla de Segur al nord-oest de Montsor. Continua cap al nord, sempre carenant, fins al Roc de Sant Aventí, de 1.479,8 m. alt., punt més elevat del terme de la Pobla de Segur. Des d'aquest cim el termenal encara continua cap al nord, davallant progressivament per la carena fins al Pla de Llac, de 1.458,3 m. alt. En aquest lloc es troben els termes de la Pobla de Segur, Baix Pallars i Senterada. En aquest punt, doncs, s'acaba el termenal entre els dos Pallars.

##### Límit amb Senterada
El termenal amb Senterada no segueix cap accident orogràfic destacat; es tracta, doncs, d'un límit traçat de forma arbitrària i va travessant tota una sèrie de carenes i capçaleres de barrancs, pràcticament en tota la seva extensió.
Del Pla de Llac el termenal segueix la direcció sud-oest durant uns 850 matres. Baixa cap al barranc de Sant Joan, que ateny prop de la Font de Sant Joan, a uns 1.250 m. alt., i torna a pujar cap a la carena del sud del barranc, passant per l'extrem de llevant del Bosc de Sant Joan. Arriba a la carena, que és subsidiària del Serrat de Moró, la travessa a 1.313 m. alt. i travessa la capçalera del barranc dels Molinassos a 1.190 m. alt. Torna a pujar, sempre seguint una direcció sud-sud-oest, a la carena principal del Serrat de Moró, on arriba a la cota 1.265, i torna a baixar cap al barranc de Moró, que travessa a 1.090 m. alt. Des del fons del barranc passa per l'Obaga de Moró i torna a pujar a una carena, on, a la cota 1.217,9, gira de sobte cap al sud-oest.
Seguint aquesta nova carena, però no ben bé pel carener, sinó pel seu vessant meridional, el termenal va baixant fins a la cota 1.092, on es troba el triterme entre la Pobla de Segur, Senterada i Conca de Dalt, en el seu antic terme de Toralla i Serradell.

##### Límit amb l'antic terme de Toralla i Serradell (Conca de Dalt)
Des del triterme anterior, la línia que delimita aquests dos termes municipals emprèn cap al sud per una carena que baixa pel costat de llevant de les Roques del Congost, que pertanyen al Congost d'Erinyà. Sempre cap al sud, passa pel costat de llevant de la masia Soriguer, travessa la carretera L-522, el riu Flamisell, a 575 m. alt., i la carretera N-260, i, seguint cap al sud-sud-oest arriba al barranquet que hi ha just al sud de Matavaques, i segueix cap al sud i poc després cap al sud-sud-est per la cota 600, per sota i a llevant dels cims del Casot i lo Tossalet. Seguint sempre a aquesta alçada, arriba al barranc de Mascarell a 590 m. alt., i, sempre de forma paral·lela a la carretera N-260, puja cap a la Muntanya de Santa Magdalena, a l'extrem de llevant de la Serra de Ramonic, fins als 800 m. alt. La major part de la muntanya queda en terme de la Pobla de Segur, ja que el termenal passa pel vessant de ponent.

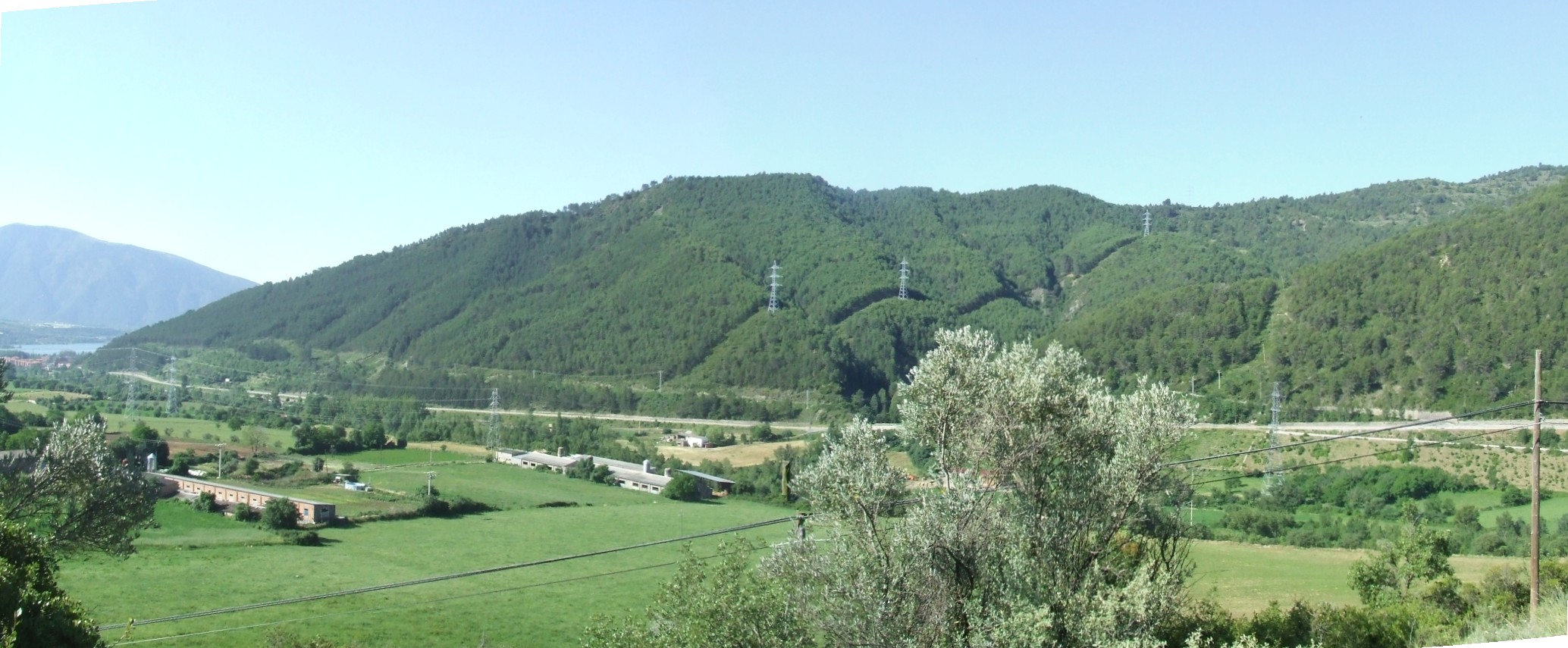
La Muntanya de Santa Magdalena, a l'esquerra, rere seu la Serra de Ramonic, i a la dreta el Casot i lo Tossalet

Des de la Muntanya de Santa Magdalena, el termenal gira cap al sud-est, travessa el barranc de Puimanyons a 585 m. alt., i s'adreça cap al poble de Puimanyons, sempre seguint una línia bastant recta cap al sud-sud-est. Passa per la serreta de Segalins a 650 m. alt., i baixa cap al barranc de Santa Llúcia, a 548 m. alt. Després travessa la Costa de Matacabrits, a 605 m. alt., i va a buscar el costat de ponent del poble de Sant Joan de Vinyafrescal, molt a prop seu. Baixa encara cap al Solà d'Hortell i Capsó, on arriba a trobar la llera del barranc del Solà. Just en aquest lloc hi ha el triterme entre la Pobla de Segur, Conca de Dalt, en el seu antic terme de Toralla i Serradell i Salàs de Pallars.

##### Límit amb Salàs de Pallars
Des d'aquest lloc, a 535 m. alt., el termenal segueix aigües avall el curs del torrent, fins que s'aboca en les aigües de la Noguera Pallaresa, al lloc on ha començat aquesta descripció. El límit amb Salàs de Pallars, doncs, és força breu: uns 850 metres.

### L'interior del terme
Grosso modo, el terme de la Pobla de Segur comprèn tot l'interfluvi nord entre el Flamisell i la Noguera Pallaresa, cosa que fa que, de fet, abraci tota una sèrie de valls i territoris que es detallen a continuació.

#### Puimanyons i Sant Joan de Vinyafrescal
Anant de sud a nord, en primer lloc es troba la punxa meridional del terme de la Pobla de Segur, que queda emmarcada al nord per la Muntanya de Santa Magdalena, al nord-est pel riu Flamisell, i als altres costats pels límits del terme municipal. Aquest sector està constituït pels costers de ponent de la vall de la Noguera Pallaresa, procedents de les serres que formen l'antic terme de Toralla i Serradell. Inclou la part baixa de diversos barrancs (barranc de Puimanyons, de Santa Llúcia, de Santa Cecília i del Solà, el darrer dels quals és termenal amb Salàs de Pallars. Dins d'aquest sector hi ha els pobles de Sant Joan de Vinyafrescal, més al sud, i de Puimanyons, més al nord. De fet, també pertany a aquest sector la Zona Industrial de la Pobla de Segur, que queda a la dreta del Flamisell i sota, a llevant, de Puimanyons, i l'Estació del ferrocarril. També hi ha en aquest lloc tot de serveis de la Pobla de Segur moderna: el Cementiri Municipal, les Piscines Municipals, la Depuradora i la Ciutat de Vacances, entre d'altres.

#### La plana de la vila
Més al nord, ocupant la part central del municipi, hi ha la plana que allotja la vila de la Pobla de Segur, a l'entreforc entre la riba esquerra del Flamisell i la dreta de la Noguera Pallaresa. És una plana relativament estreta, ja que de seguida troba, al nord, la muntanya.

#### La vall del Flamisell
Al nord-oest de la vila, hi ha la vall del Flamisell que pertany al terme municipal de la Pobla de Segur, bastant estreta (és tancada al nord-oest pel Congost d'Erinyà, ja en el terme veí de Conca de Dalt, antigament de Toralla i Serradell. En aquest sector, el terme de la Pobla de Segur només s'eixampla a l'extrem nord-oest, ja que inclou una tancada vall afluent del Flamisell: la vall de la Llau de Gelat, emmarcada a ponent i al nord per les carenes de les Roques del Congost, d'entre 900 i 1.000 metres d'altitud, i a llevant pels Rocs de Sant Aventí, que depassen els 1.200 m. alt. És un sector poc poblat a la part alta, on només cal esmentar Casa Casilda, prop del límit del terme. Més cap al sud-est, hi ha la zona de les Palanques i la partida de Fontelles, amb algunes restes de cases desaparegudes i un parell de modernes granges de porcs, a prop de la Borda de Joanet i del Corral del Font. Hi passa la carretera L-522.
En aquesta mateixa zona, un tros del terme de la Pobla de Segur és a la dreta del Flamisell, ocupant els costers de ponent d'aquest riu: Matavaques, lo Tossalet, el Casot, i la part baixa del barranc de Mascarell. És la zona de la Palanca Nova, per on discorre la N-260, on només hi ha algunes construccions modernes per al servei de l'agricultura.

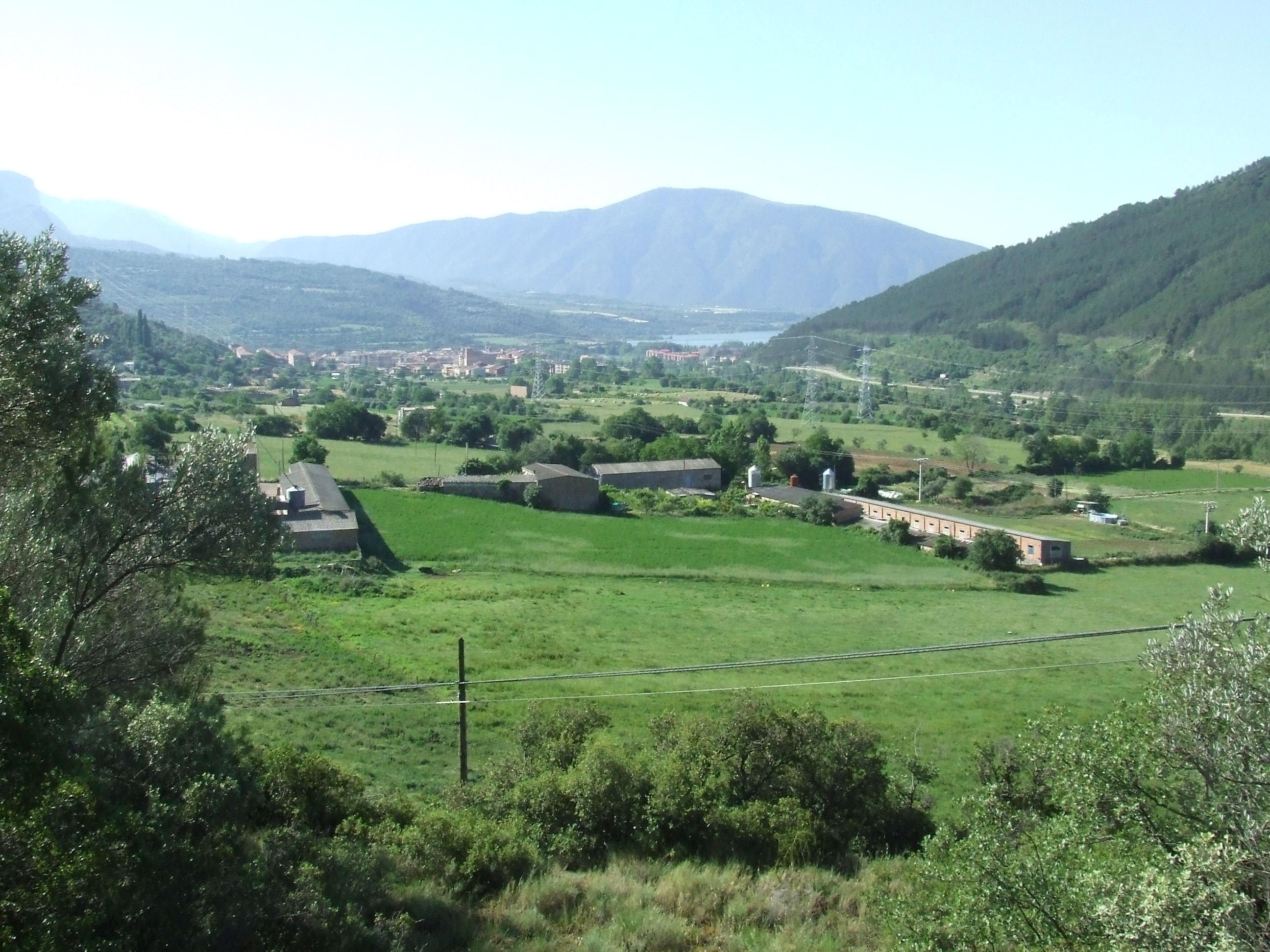
La riba esquerra del Flamisell

Just al sud-oest d'aquest sector hi ha el Pui de Segur, tingut com a primer emplaçament de la Pobla de Segur, on queden les ruïnes de l'església romànica de Sant Miquel del Pui i la moderna ermita del mateix nom. Just dessota i al sud del Pui de Segur, o Sant Miquel, hi ha lo Pla, que acull tot de construccions antigues i moderna de caràcter rural: la Borda de Xelamanc, el Corral de Xerallo, amb alguna granja moderna entremig. Al davant, a la riba dreta del Flamisell, hi ha el sector dels Associats (possiblement variació moderns d'Els ensolsiats, a causa de la feblesa del terreny, que provoca despreniments causats per l'erosió).
Encara més al sud-oest, ja a prop de la vila, hi ha les partides de Pedrins, Roinal, Eulària i Camars, amb l'ermita de sant Fructuós, la Borda del Rafel i la Borda del Gasa (a l'esquerra del Flamisell) i les Planes, els Horts de Mascarell i la Teulera (a la dreta), que acullen més construccions rurals, granges modernes i algunes de les indústries més antigues de la Pobla de Segur.
A tocar ja de la vila i, per tant, en el seu sector, hi ha les partides de Fronteres, los Vinyalers i les Escolomines, amb el Corral de Mònica i el del Maladent, i, dalt del coster que es dreça al nord, la Cabana de l'Altisent, a la partida de Vileres, damunt de la Costa Pera. A la dreta del Flamisell hi ha les partides de l'Horta dels Escomuns i dels Martillans
De seguida comencen els barris perifèrics de la Pobla de Segur, amb la Cooperativa Vella ran de muntanya i la Cooperativa Nova a prop del riu, a tocar de l'Hort dels Capellans.

#### La muntanya

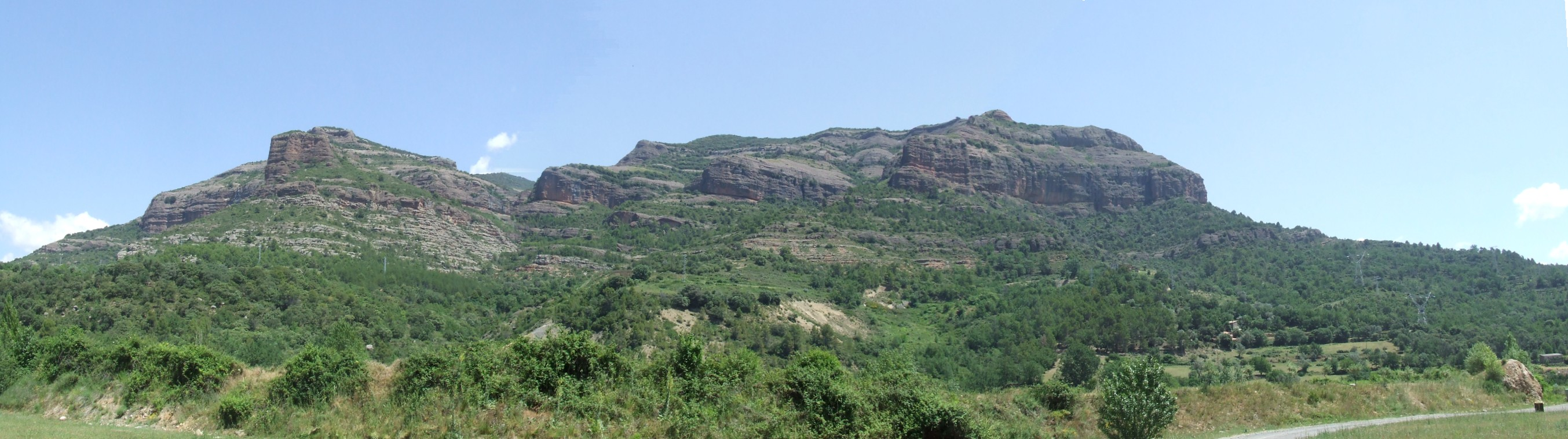
La part de muntanya del terme de la Pobla de Segur

Al nord de la vila hi ha la zona més muntanyosa del terme: a través de la Costa Pera i Vileres, enllaça amb les Costes Grans i lo Racó, des d'on es va pujant cap a la Roca Foradada (nord-oest), les Roques Roies (nord-est), que són contraforts dels Rocs de Sant Aventí i del sistema muntanyós de l'antic terme parroquial de Montsor, amb aquest poble i el de Gramuntill.
Aquesta zona muntanyosa constitueix el límit nord de la sotscomarca de la Conca de Dalt i, alhora, un dels límits entre el Pallars Jussà i el Pallars Sobirà.

#### La vall de la Noguera Pallaresa

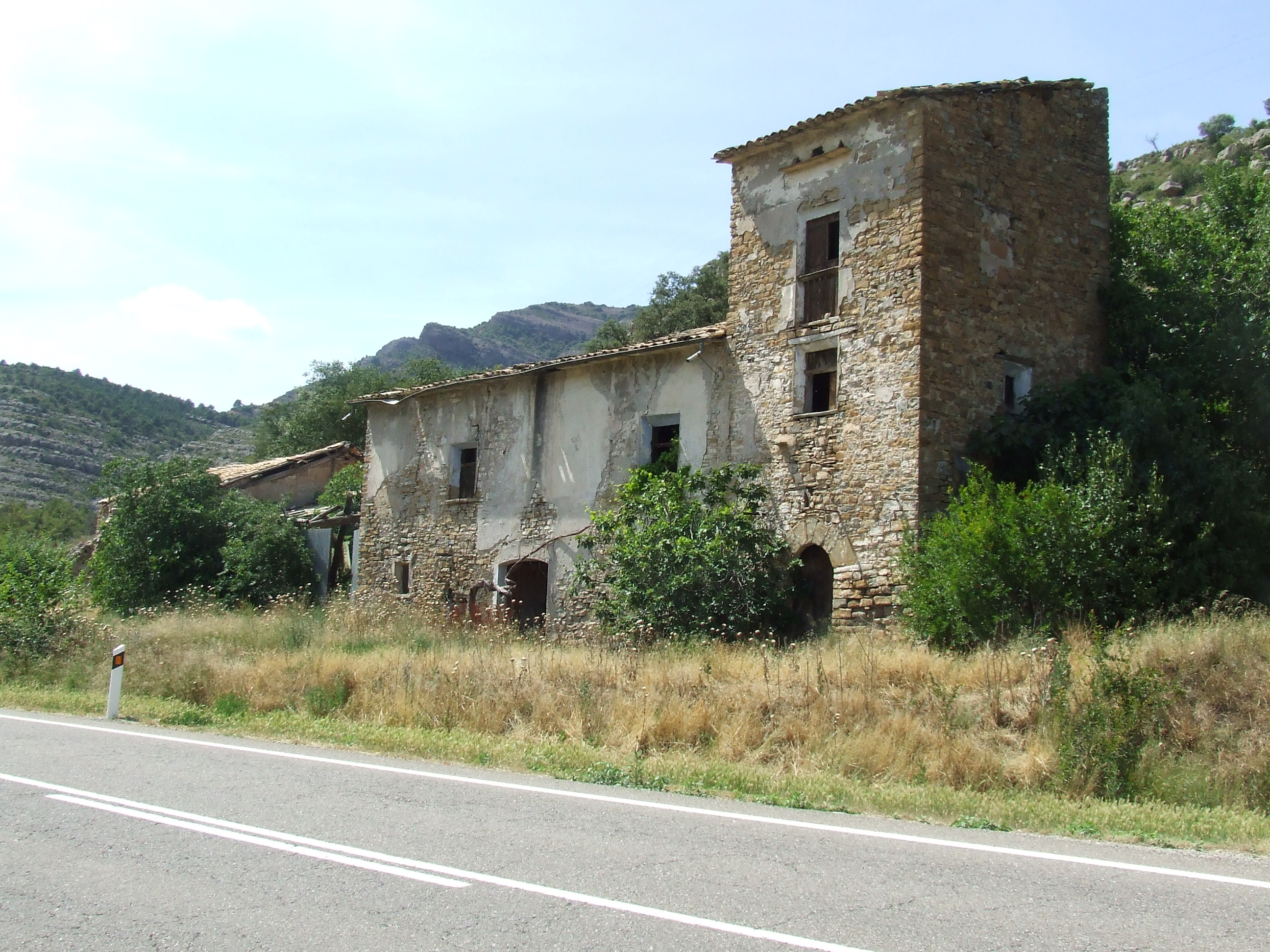
La Borda del Ros.

A llevant i al nord-est de la Pobla de Segur s'obre la vall de la Noguera Pallaresa, amb la partida de les Vernedes, on el principal element és la important Central Hidràulica i l'Estació receptora de la Pobla de Segur, entre les quals hi ha el Parc del Vernedot. Més al nord, quan la vall comença a estrènyer-se, l'Horta de Vallcarga acull tot de construccions agrícoles i ramaderes.
Just en aquest lloc s'aboca a la Noguera Pallaresa el barranc de Vallcarga, que traça la vall més profunda i marcada del terme de la Pobla de Segur, i que el recorre pràcticament de nord a sud. Aquesta vall té la capçalera al nord-oest del poble de Montsor, entre les Costes de la Font, a ponent, i la carena que acull el poble de Montsor, a llevant. En el primer tram, el barranc s'anomena de la Font. Al sud de Montsor, s'ajunta aquest barranc al de Montsor, que neix als peus -migdia- d'aquest poble, i van davallant cap al sud. Se li ajunten tot de llaus i barrancs, fins que es forma ja el barranc de Vallcarga, que encara rep de ponent la Llaueta de Casilda, abans d'emprendre el darrer tram, sinuós, a llevant de les Costes Grans. És una vall tancada, en la qual no hi ha cap mena de població més que a la part alta, on hi ha Montsor.
Seguint la vall de la Noguera Pallaresa cap al nord-est, per on discorre la carretera N-260, s'arriba a la Casa de Generosa, al sud de la qual el riu, i la vall tota, fa un gir quasi de 90 graus: ve de llevant i tomba cap al sud. A prop i a llevant de la Casa de Generosa, a la partida de Vinyacs, hi ha algunes indústries i, a prop, el Càmping Collegats. Algunes d'aquestes indústries estan abandonades.
Al cap d'una mica, sempre cap a llevant, es troba el sector de la Borda del Ros, antigament pertanyent a l'ajuntament de Gramuntill (ajuntament que només existí entre 1812 i 1847, pel poc nombre dels seus habitants). La Borda del Ros centra la partida, on hi ha un om centenari i, a la part de muntanya, les ruïnes de l'església romànica de Sant Jaume de Gramuntill. La partida de Sant Jaume és un ample coster que té el punt culminant en el Turó de la Llosa, de 1.091,1 m. alt., i, més al sud-est, el Tossal de Sant Jaume, de 674,6. L'ajuntament de Gramuntill arribava fins a Collegats, on hi havia la casa de la Barraqueta, un hostal de camí on es cobrava el peatge als que volien passar per Collegats, on la casa Bringuer, de la Pobla de Segur, acabava d'obrir el Pas que duu el nom del congost.
A llevant de la Borda del Ros, i una mica enlairat respecte del riu i de la carretera, al nord, hi ha el poble de Gramuntill, actualment a prop del despoblament, ja que només hi viuen 2 persones. Està situat sota la serra dels Rocs de Queralt, que tenen el seu punt culminant en tres tossals que marquen els extrems i el centre del sistema muntanyós: el Tossal Gros, de 1.082 n. alt., el Tossal del Graell, de 1.018, i el Tossal del Cap, de 975. Gramuntill és en un petit pla sota aquesta serra, prop del Tossal de la Vinya, de 750,8 m. alt. És una zona on antigament hi havia hagut un nombre considerable de vinyes, com encara evidencia la toponímia: Vinyeraltes, la Vinya Extrem, el Tossal de la Vinya... El Corral de Pes i alguna altra construcció rural abandonada completen el sector de Gramuntill. De Gramuntill baixa cap a la Noguera Pallaresa el barranc de les Saleres.
A la resta de la vall de la Noguera Pallaresa, força escarpada, ja no hi ha cap més construcció, llevat d'una: prop de l'extrem nord-est, en una balma muntanya endins, en un lloc d'accés i localització no fàcils, hi ha l'antic monestir de Sant Pere de les Maleses.
Tot aquest sector és ple de roques i serrats i, entremig, barrancs de curs curt però marcat en el territori. A llevant de Gramuntill, i damunt mateix de la carretera N-260, hi ha la impressionat Roca dels Palaus, tot seguit el Clot del Bosc, després el Serrat de les Vaques, just després el barranquet de l'Espluga, el Serrat d'Ansal, el barranc d'Ansal, darrere dels quals hi ha els esmentats Rocs de Queralt, el barranc de Sant Pere, ja esmentat, que és el que obre la vall més ampla d'aquest sector, i, al seu nord-est, el Serrat Gros primer, i les Roques de Collegats ja al límit del terme, conformant el costat de ponent del Congost de Collegats.

#### L'antiga parròquia de Montsor
El nord del terme de la Pobla de Segur, a la part més muntanyosa, hi ha l'antic poble i parròquia de Montsor, que havia arribat al seu total despoblament, i que el 2005 tornava a acollir 3 habitants.
Montsor és en una carena que enllaça amb lo Tossalet i el Roc de Sant Aventí, els punts més elevats del terme, i que separa les valls del barranc de Vallcarga, que ha quedat explicat, i de la Llau de les Esplugues, que, amb l'afluència del barranc del Bosc, van a aiguavessar en el barranc de Sant Pere ja al límit del terme i de la comarca, prop de la masia de Peracalç.
Paral·lela a aquesta darrera vall, a migdia seu, hi ha una altra vall profunda i esquerpa: la vall de la Llau de Queralt, que té una de les poques masies de muntanya del terme: la Masia de Queralt. La Llau de Queralt també vessa les seves aigües en el barranc de Sant Pere.

### Nuclis de població
| Entitat de població       | Habitants (2024) |
| la Pobla de Segur         | 2.965            |
| Sant Joan de Vinyafrescal | 76               |
| Puimanyons                | 2                |
| Montsor                   | 0                |
| Font: Idescat             |                  |

El principal nucli de població és la vila de la Pobla de Segur; en segon lloc, manté un nucli important de població el poble de Sant Joan de Vinyafrescal. Són a prop del despoblament, en canvi, Montsor i Puimanyons, i ha quedat convertit en despoblat l'antic poble de Gramuntill.
L'origen de la Pobla de Segur, almenys en part, és al Pui de Segur, lloc on hi hagué el primer nucli habitat de la Pobla de Segur, segons sostenen alguns estudiosos.
Al voltant de la vila hi ha nombroses cases i bordes que suposen un antic hàbitat rural força important. Moltes d'elles avui dia són tancades la major part de l'any o bé abandonades i en ruïnes. Entre elles cal destacar la Borda del Ros, prop de la qual hi ha les restes de l'església romànica de Sant Jaume de Gramuntill. Es troba a prop de la carretera N-260 al nord-est de la vila, a uns 3 quilòmetres de distància, en el que havia estat ajuntament de Gramuntill.
| Nuclis de població de la Pobla de Segur | Nuclis de població de la Pobla de Segur | Nuclis de població de la Pobla de Segur | Nuclis de població de la Pobla de Segur |
| --------------------------------------- | --------------------------------------- | --------------------------------------- | --------------------------------------- |
| El poble de Montsor                     | La vila de la Pobla de Segur            | El poble de Puimanyons                  | El poble de Sant Joan de Vinyafrescal   |
| El poble de Montsor                     | La vila de la Pobla de Segur            | El poble de Puimanyons                  | El poble de Sant Joan de Vinyafrescal   |

A l'extrem de ponent del terme, dalt de la muntanya homònima, hi ha les restes de l'ermita romànica de Santa Magdalena de la Pobla de Segur.
Cal esmentar també les ruïnes del monestir de Sant Pere de les Maleses, al nord-est del terme, que havia tingut molta importància a la comarca al llarg de l'edat mitjana.
Finalment, en alguns documents apareixen esglésies del terme de la Pobla de Segur de les quals no n'ha perviscut ni la memòria del seu emplaçament. Es tracta de l'església vella de Sant Fruitós de Segur (ara hi ha una església moderna, amb aquest nom) i de la de Sant Feliu de Segur o de Toralla.

#### La vila de la Pobla de Segur

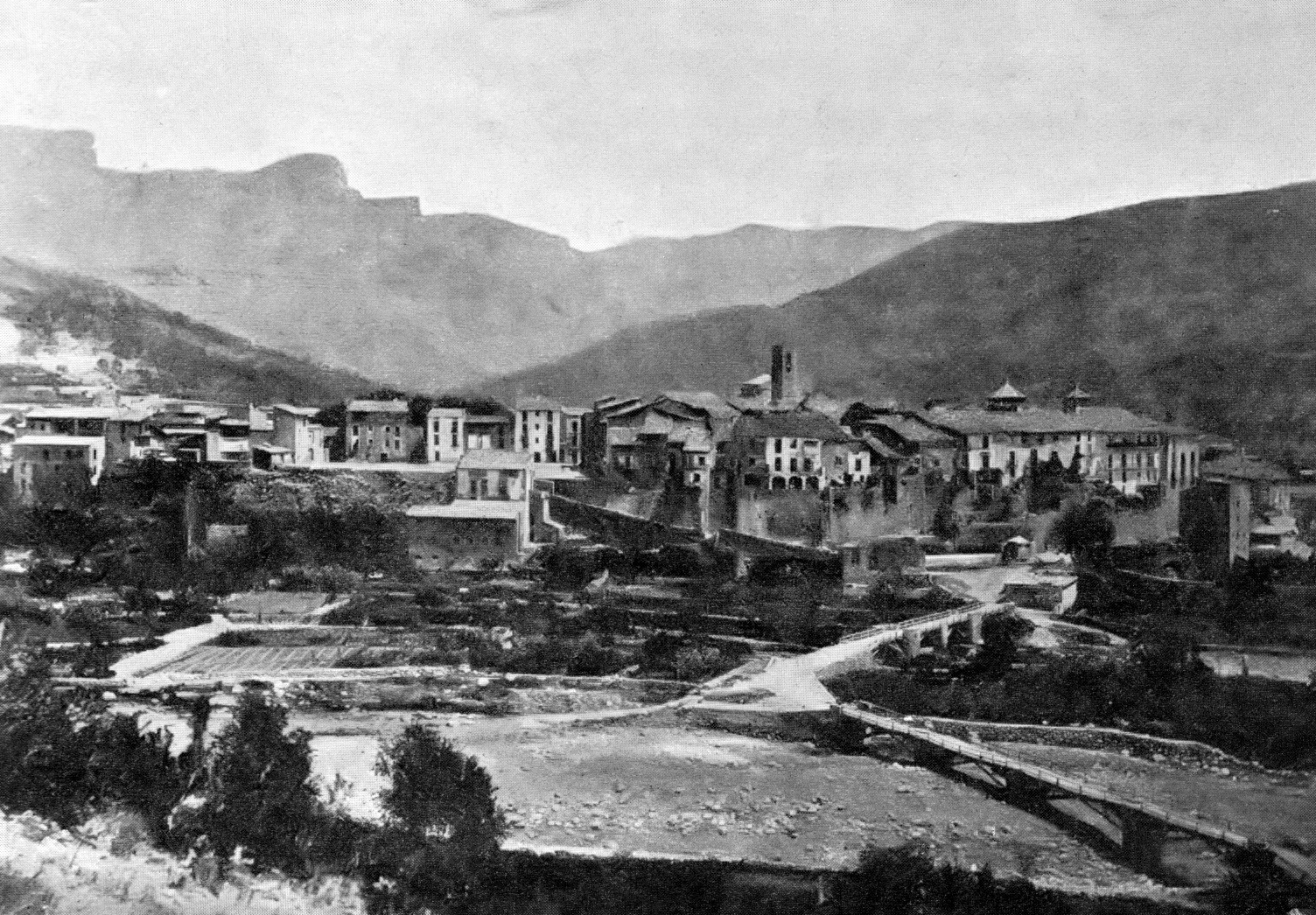
La vila de la Pobla de Segur vers el 1912

La vila de la Pobla de Segur és una població mitjana que es beneficia de la seva estratègica situació. Aquesta li permet de ser un petit centre comarcal que fa que actualment tingui serveis de tota mena.
El nucli primitiu, en forma de vila closa, és actualment al centre-sud-est del nucli de població, ja que els eixamples moderns han crescut cap al nord i cap a l'oest, principalment. Tanmateix, el primer eixample, ja d'origen medieval, fou el Raval, situat a llevant de la vila closa (carrers del Raval i d'Oran). Al Raval hi hagué la primera església parroquial de la Mare de Déu de la Ribera, actualment desapareguda, i al seu voltant s'estenia el primitiu cementiri poblatà. Actualment és una plaça: la del Fossar Vell.

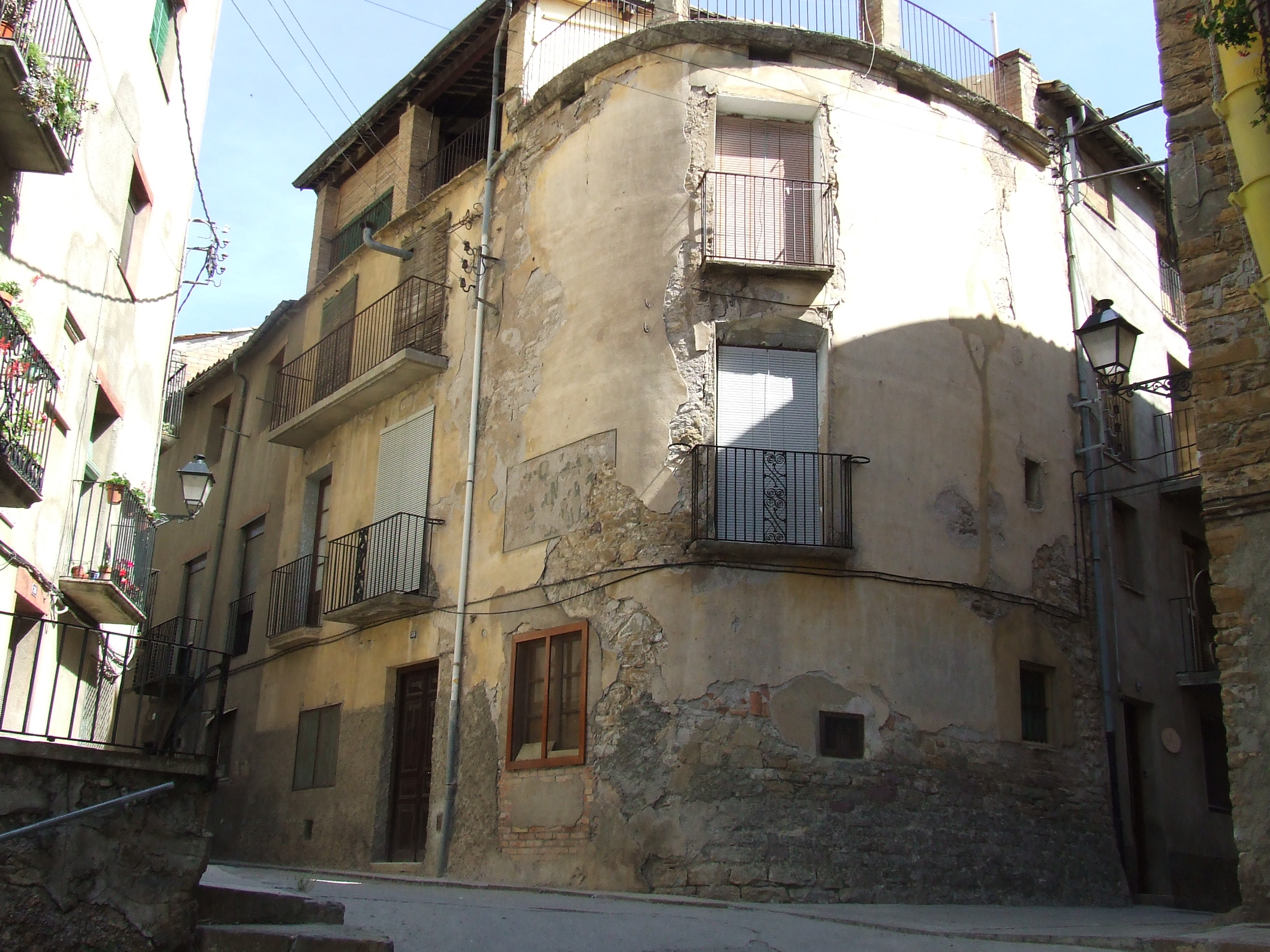
Casa del Raval

En l'aspecte religiós, a part de ser seu d'una agrupació de parròquies (la segona en importància de la comarca), concentra en el mateix nucli i en la resta del terme municipal un important nombre d'esglésies, ermites, capelles i restes d'antigues esglésies. En el mateix nucli es troben la parroquial de la Mare de Déu de Ribera, consagrada el 1783, i les restes de l'antiga església parroquial, sota la mateixa advocació, documentada des del segle xiv, tot i que sembla que era una església romànica. La imatge actual de la Mare de Déu de Ribera és la tercera documentada: la segona fou destruïda a la darrera guerra civil, i la primera, documentada el 1657, no se sap quan va ser substituïda per la segona.
També hi ha la capella del Cor de Maria, a la residència de les monges d'aquest orde, la de la Sagrada Família, al col·legi de les Germanes d'aquesta mateixa invocació i la capella del Sant Crist, en el cementiri municipal.
A més, un quilòmetre al nord-oest de la vila, ran de la riba esquerra del Flamisell, hi ha la capella de sant Fruitós.
Per a més detalls, vegeu la Pobla de Segur.

#### Les partides de terreny
Segons Manuel Gimeno, el terme de la Pobla de Segur té les partides següents: Argelagar, Associats (d'Ensolsiats), Badié, Bancalada, Borda del Ros, Camp de la Sala, els Camps, Cap de Terme, Casilda, Clots de Santes Creus, Colomina, la Coma, Comursí, Corrals de Sorigué, Costa dels Camps, Costa Pera, Costes Grans, Escarells, Escomuns, Escurriades, Esplugues, Estaragués, Eulària, Farratges, Farratgeta, Fassina, Feixes, Fontella, Fonteta de Sant Miquel, Fronteres, Gelat, Gramuntill, Horta, Horta del Flamicell, Horta del Pedregal, Horta del Pont, Horta de Mascarell, Llau de Parramon, Llau de Sant Miquel, Llenguadera, Lles Closes, Martillans, Mascarell, Matavaques, Mirambó, Molins, Oliverada, la Palanca Nova, Pedrins Roïnals, lo Pla, Pla d'Ausala, Pla de Cases, Les Planes i Horta Plana, Plans, Prat Coma Pregona, Queralt, Rebollar, Roques Roies, lo Ruïnal, Santa Coloma, Santa Magdalena, Sant Fructuós, Sant Jaume, Sant Pou, Solanes, les Sorts, Tafatans, Tarteres, la Teulera, Torrobeu, Vallcarga, Verneda, Vernedot, Vileres i Vinyacs.

## Clima
| Dades climàtiques a La Pobla de Segur           | Dades climàtiques a La Pobla de Segur | Dades climàtiques a La Pobla de Segur | Dades climàtiques a La Pobla de Segur | Dades climàtiques a La Pobla de Segur | Dades climàtiques a La Pobla de Segur | Dades climàtiques a La Pobla de Segur | Dades climàtiques a La Pobla de Segur | Dades climàtiques a La Pobla de Segur | Dades climàtiques a La Pobla de Segur | Dades climàtiques a La Pobla de Segur | Dades climàtiques a La Pobla de Segur | Dades climàtiques a La Pobla de Segur | Dades climàtiques a La Pobla de Segur |
| Mes                                             | gen                                   | febr                                  | març                                  | abr                                   | maig                                  | juny                                  | jul                                   | ag                                    | set                                   | oct                                   | nov                                   | des                                   | anual                                 |
| ----------------------------------------------- | ------------------------------------- | ------------------------------------- | ------------------------------------- | ------------------------------------- | ------------------------------------- | ------------------------------------- | ------------------------------------- | ------------------------------------- | ------------------------------------- | ------------------------------------- | ------------------------------------- | ------------------------------------- | ------------------------------------- |
| Màxima rècord °C (°F)                           | 20.0 (68)                             | 24.0 (75.2)                           | 28.0 (82.4)                           | 29.0 (84.2)                           | 34.0 (93.2)                           | 39.0 (102.2)                          | 41.0 (105.8)                          | 41.0 (105.8)                          | 39.0 (102.2)                          | 31.0 (87.8)                           | 25.0 (77)                             | 19.0 (66.2)                           | 41.0 (105.8)                          |
| Màxima mitjana °C (°F)                          | 8.5 (47.3)                            | 12.0 (53.6)                           | 15.8 (60.4)                           | 18.3 (64.9)                           | 22.2 (72)                             | 26.7 (80.1)                           | 30.8 (87.4)                           | 29.9 (85.8)                           | 26.6 (79.9)                           | 20.7 (69.3)                           | 13.5 (56.3)                           | 8.3 (46.9)                            | 19.5 (67.1)                           |
| Mitjana diària °C (°F)                          | 2.9 (37.2)                            | 5.4 (41.7)                            | 8.5 (47.3)                            | 11.3 (52.3)                           | 15.2 (59.4)                           | 19.4 (66.9)                           | 23.2 (73.8)                           | 22.4 (72.3)                           | 19.4 (66.9)                           | 13.9 (57)                             | 7.5 (45.5)                            | 3.2 (37.8)                            | 12.8 (55)                             |
| Mínima mitjana °C (°F)                          | −2.7 (27.1)                           | −1.2 (29.8)                           | 1.1 (34)                              | 4.3 (39.7)                            | 8.2 (46.8)                            | 12.2 (54)                             | 15.5 (59.9)                           | 15.0 (59)                             | 12.3 (54.1)                           | 7.2 (45)                              | 1.4 (34.5)                            | −1.9 (28.6)                           | 6.0 (42.8)                            |
| Mínima rècord °C (°F)                           | −16.0 (3.2)                           | −11.0 (12.2)                          | −8.0 (17.6)                           | −5.0 (23)                             | −1.0 (30.2)                           | 4.0 (39.2)                            | 4.0 (39.2)                            | 6.0 (42.8)                            | 1.0 (33.8)                            | −3.0 (26.6)                           | −9.0 (15.8)                           | −12.0 (10.4)                          | −16.0 (3.2)                           |
| Precipitació mitjana mm (polzades)              | 41.9 (1.65)                           | 33.4 (1.315)                          | 37.4 (1.472)                          | 66.5 (2.618)                          | 88.4 (3.48)                           | 79.8 (3.142)                          | 47.8 (1.882)                          | 61.5 (2.421)                          | 66.6 (2.622)                          | 46.0 (1.811)                          | 53.9 (2.122)                          | 45.5 (1.791)                          | 668.5 (26.319)                        |
| Mitjana de dies de precipitació                 | 5.6                                   | 5.1                                   | 5.2                                   | 8.1                                   | 9.3                                   | 8.3                                   | 5.4                                   | 5.8                                   | 5.5                                   | 4.8                                   | 5.4                                   | 5.4                                   | 73.8                                  |
| Mitjana de dies de gelada                       | 23.1                                  | 18.1                                  | 12.0                                  | 4.0                                   | 0.3                                   | 0.9                                   | 0.0                                   | 0.0                                   | 0.9                                   | 2.1                                   | 12.5                                  | 21.7                                  | 93.8                                  |
| Font: meteocat.cat (climatologia per comarques) |                                       |                                       |                                       |                                       |                                       |                                       |                                       |                                       |                                       |                                       |                                       |                                       |                                       |

## Composició de l'ajuntament

### Alcaldes[6]
- Joaquim Fontelles i Boixareu (1896 - 1898)
- Evarist Boixereu  i Casanoves (1898 - 1901)
- Josep Rocafort i Borrell (1901 - 1902)
- Claudio Cases i Rocafort (1914-1918)
- Antonio Cases i Rocafort (1918-1919)
- Ramón Bochaca i Tohà (1919-1920)
- Pere Cortina i Roca (1920-1922)
- Francisco Cases I Rocafort (1922-1923)
- Joan Orrit i Rocafort (1923-1925)
- Ramir Boixareu i Junyent (1925 - 1931)
- Francesc Solduga i Porta (1931 - 1934)
- Joan Astor Terraza (1934 - 1936)
- Aleix Locutura Montané (1936 - 1937)
- Manuel Rafel Cantut (1937 - 1938)
- Silvio Gordó Montaña (1938 - 1944)
- Josep Oriol Valls Llesuy (1944 - 1949)
- Josep Maria Boixareu Areny (1949 - 1969)
- Josep Llovera Carrió (1960 - 1979)
- Jordi Martí i Santamaria (1979 - 1987)
- Francesc Xavier Bada i Amatller (1987 - 1991)
- Narcís Balagué i Bosch (1991 - 2003)
- Francesca Pociello i Oliva (2003 - 2004)
- Lluís Bellera i Juanmartí (2004 - 2019)
- Marc Baró i Bernaduca (2019 - actualitat)

### Regidors
Des de les primeres eleccions municipals democràtiques del 1979, l'Ajuntament de la Pobla de Segur ha tingut, entre d'altres, els regidors següents: José Alcalde López, Albert Algueró Vives, Gemma Algueró Cots, José Lorenzo Alonso Veiga, Francesc Xavier Bada i Amatller, Narcís Balagué i Bosch, Josep Bastús Doll, Lluís Bellera i Juanmartí, Francisco Bermejo Buil, Joan Boix Navarri, Joan Carles Boix i Riart, Julio Caballero Simón, Esteve Canal i Traveset, Assumpció Civís i Llovera, Jordi Colom i Perna, Joan Coloma Llevot, Joan Comenge i Riba, Josep Maria Echalar Colom, Jordi Echalar i Rubió, Aleix Enseñat i Dolset, Ester Farré i Pallàs, Esperança Farrera i Granja, Jesús Feixa Gallart, Antoni Fenosa Hereu, Robert Ferrer Perna, Josep Fontelles Sancho, Fernando Fuertes Guiró, Antonio Garrido Martínez, Jordi Martí i Santamaria, Fernando Merino Madroñal, Violeta Miguel Duarte, Ramon Molleví i Muntada, Francesc Nayach Sin, Noemí Nus i Giménez, Francesca Pociello i Oliva, Xavier Pont i Jordana, Fidel Reig i Andreu, Francisco Rubió Guillaumet, Cristina Sabaté i Torres, Ramon Sostres i Aités, Carles Soto i Moreno, Pau Surribas Camps, Luís Tirapu Gogorza i Josep Torres Torregrosa.
Jutges de Pau
Joan Coloma i Llevot (1979-2003)
Pere Pey i Prieto (2003-actualitat)

## Legislatures i eleccions[7]

### Legislatura1979-1983
| Eleccions municipals de 3 d'abril de 1979 - La Pobla de Segur                                                            |                                                        |                                     |                                     |       |          |          |
| Candidatura | Candidatura                                            | Candidatura                         | Cap de llista                       | Vots  | Vots     | Regidors |
| | CIU                                                    |                                     | Jesús Feixa Gallart                 | 653   | 37,75%   | 5 (+5)   |
| | GIP - Grupo Independiente de la Pobla                  |                                     | Jordi Martí Santamaría              | 608   | 35,14%   | 5 (+5)   |
| | PSC-PSOE                                               |                                     | Francesc Rubió Guillaumet           | 277   | 16,01%   | 1 (+1)   |
| | GIAE - Grupo Independiente Av. Estación Pobla de Segur |                                     | Antonio Garrido Martínez            | 177   | 10,23%   | 0        |
| | Vots en blanc                                          |                                     |                                     | 15    | 0,85%    |          |
| Total vots vàlids i regidors                                                                                             | Total vots vàlids i regidors                           | Total vots vàlids i regidors        | Total vots vàlids i regidors        | 1.715 | 100 %    | 11       |
| | Vots nuls                                              | Vots nuls                           | Vots nuls                           | 30    | 1,70%    |          |
| Participació (vots vàlids més nuls)                                                                                      | Participació (vots vàlids més nuls)                    | Participació (vots vàlids més nuls) | Participació (vots vàlids més nuls) | 1.760 | 66,77%** |          |
| Abstenció | Abstenció                                              | Abstenció                           | Abstenció                           | 876*  | 33,23%** |          |
| Total cens electoral | Total cens electoral                                   | Total cens electoral                | Total cens electoral                | '*    | 100 %**  |          |
| Batlle: Jordi Martí Santamaría Per ser la llista més votada, després de no haver obtingut majoria absoluta dels regidors |                                                        |                                     |                                     |       |          |          |
| Fonts: Gencat.cat (* No són vots sinó electors. ** Percentatge respecte del cens electoral.)                             |                                                        |                                     |                                     |       |          |          |

### Legislatura 1983 -1987
| Eleccions municipals de 8 de maig de 1983 - La Pobla de Segur                                                            |                                     |                                     |                                     |       |          |          |
| Candidatura | Candidatura                         | Candidatura                         | Cap de llista                       | Vots  | Vots     | Regidors |
| | AP-PDP-UL                           |                                     | Jordi Martí Santamaría              | 929   | 47,16%   | 6 (+1)   |
| | PSC-PSOE                            |                                     | Joan Font Carrera                   | 763   | 38,73%   | 4 (+3)   |
| | CIU                                 |                                     | Antoni Gordó Aubarell               | 228   | 11,57%   | 1 (-4)   |
| | IC - Independents de Catalunya      |                                     | Tomàs Pérez Sánchez                 | 34    | 1,73%    | 0 ()     |
| | Vots en blanc                       |                                     |                                     | 16    | 0,81%    |          |
| Total vots vàlids i regidors                                                                                             | Total vots vàlids i regidors        | Total vots vàlids i regidors        | Total vots vàlids i regidors        | 1.970 | 100 %    | 11       |
| | Vots nuls                           | Vots nuls                           | Vots nuls                           | 9     | 0,45%    |          |
| Participació (vots vàlids més nuls)                                                                                      | Participació (vots vàlids més nuls) | Participació (vots vàlids més nuls) | Participació (vots vàlids més nuls) | 1.979 | 71,08%** |          |
| Abstenció | Abstenció                           | Abstenció                           | Abstenció                           | 805*  | 28,92%** |          |
| Total cens electoral | Total cens electoral                | Total cens electoral                | Total cens electoral                | '*    | 100 %**  |          |
| Batlle: Jordi Martí Santamaría Per ser la llista més votada, després de no haver obtingut majoria absoluta dels regidors |                                     |                                     |                                     |       |          |          |
| Fonts: Gencat.cat (* No són vots sinó electors. ** Percentatge respecte del cens electoral.)                             |                                     |                                     |                                     |       |          |          |

### Legislatura 1987 -1991
| Eleccions municipals de 10 de juny de 1987 - La Pobla de Segur                               |                                                               |                                     |                                     |       |          |          |
| Candidatura                                                                                  | Candidatura                                                   | Candidatura                         | Cap de llista                       | Vots  | Vots     | Regidors |
|                                                                                              | CIU                                                           |                                     | Francesc Xavier Bada i Amatller     | 1.146 | 56,51%   | 7 (+6)   |
|                                                                                              | AIPN - Agrupació d'Independents Progressistes i Nacionalistes |                                     | Eugeni Guàrdia Sansalvadó           | 479   | 23,62%   | 2 (+2)   |
|                                                                                              | PSC-PSOE                                                      |                                     | Joan Font Carrera                   | 386   | 19,03%   | 2 (-2)   |
|                                                                                              | Vots en blanc                                                 |                                     |                                     | 17    | 0,83%    |          |
| Total vots vàlids i regidors                                                                 | Total vots vàlids i regidors                                  | Total vots vàlids i regidors        | Total vots vàlids i regidors        | 2.028 | 100 %    | 11       |
|                                                                                              | Vots nuls                                                     | Vots nuls                           | Vots nuls                           | 22    | 1,07%    |          |
| Participació (vots vàlids més nuls)                                                          | Participació (vots vàlids més nuls)                           | Participació (vots vàlids més nuls) | Participació (vots vàlids més nuls) | 2.050 | 74,41%** |          |
| Abstenció                                                                                    | Abstenció                                                     | Abstenció                           | Abstenció                           | 705*  | 25,59%** |          |
| Total cens electoral                                                                         | Total cens electoral                                          | Total cens electoral                | Total cens electoral                | '*    | 100 %**  |          |
| Batlle: Francesc Xavier Bada i Amatller Per majoria absoluta dels vots dels regidors         |                                                               |                                     |                                     |       |          |          |
| Fonts: Gencat.cat (* No són vots sinó electors. ** Percentatge respecte del cens electoral.) |                                                               |                                     |                                     |       |          |          |

### Legislatura 1991 -1995
| Eleccions municipals de 26 de maig de 1991 - La Pobla de Segur                                                          |                                     |                                     |                                     |       |          |          |
| Candidatura | Candidatura                         | Candidatura                         | Cap de llista                       | Vots  | Vots     | Regidors |
| | PSC-PSOE                            |                                     | Narcís Balaguer Bosch               | 978   | 53,01%   | 6 (+4)   |
| | CIU                                 |                                     | Francesc Xavier Bada i Amatller     | 742   | 40,22%   | 5 (-2)   |
| | ERC                                 |                                     | Javier Lechuga Llop                 | 108   | 5,85%    | 0 ()     |
| | Vots en blanc                       |                                     |                                     | 17    | 0,92%    |          |
| Total vots vàlids i regidors                                                                                            | Total vots vàlids i regidors        | Total vots vàlids i regidors        | Total vots vàlids i regidors        | 1.845 | 100 %    | 11       |
| | Vots nuls                           | Vots nuls                           | Vots nuls                           | 5     | 0,29%    |          |
| Participació (vots vàlids més nuls)                                                                                     | Participació (vots vàlids més nuls) | Participació (vots vàlids més nuls) | Participació (vots vàlids més nuls) | 1.850 | 70,91%** |          |
| Abstenció | Abstenció                           | Abstenció                           | Abstenció                           | 759*  | 29,09%** |          |
| Total cens electoral | Total cens electoral                | Total cens electoral                | Total cens electoral                | '*    | 100 %**  |          |
| Batlle: Narcís Balaguer Bosch Per ser la llista més votada, després de no haver obtingut majoria absoluta dels regidors |                                     |                                     |                                     |       |          |          |
| Fonts: Gencat.cat (* No són vots sinó electors. ** Percentatge respecte del cens electoral.)                            |                                     |                                     |                                     |       |          |          |

### Legislatura 1995 -1999
| Eleccions municipals de 28 de maig de 1995 - La Pobla de Segur                               |                                     |                                     |                                     |       |          |          |
| Candidatura                                                                                  | Candidatura                         | Candidatura                         | Cap de llista                       | Vots  | Vots     | Regidors |
|                                                                                              | PSC-PSOE                            |                                     | Narcís Balaguer Bosch               | 1.152 | 60,54%   | 7 (+1)   |
|                                                                                              | CIU                                 |                                     | Miquel Rius Bonet                   | 445   | 23,38%   | 3 (-2)   |
|                                                                                              | PP                                  |                                     | Jordi Martí Santamaría              | 267   | 14,03%   | 1 (+1)   |
|                                                                                              | Vots en blanc                       |                                     |                                     | 39    | 2,04%    |          |
| Total vots vàlids i regidors                                                                 | Total vots vàlids i regidors        | Total vots vàlids i regidors        | Total vots vàlids i regidors        | 1.903 | 100 %    | 11       |
|                                                                                              | Vots nuls                           | Vots nuls                           | Vots nuls                           | 11    | 0,57%    |          |
| Participació (vots vàlids més nuls)                                                          | Participació (vots vàlids més nuls) | Participació (vots vàlids més nuls) | Participació (vots vàlids més nuls) | 1.914 | 73,79%** |          |
| Abstenció                                                                                    | Abstenció                           | Abstenció                           | Abstenció                           | 680*  | 26,21%** |          |
| Total cens electoral                                                                         | Total cens electoral                | Total cens electoral                | Total cens electoral                | '*    | 100 %**  |          |
| Batlle: Narcís Balaguer Bosch Per majoria absoluta dels vots dels regidors                   |                                     |                                     |                                     |       |          |          |
| Fonts: Gencat.cat (* No són vots sinó electors. ** Percentatge respecte del cens electoral.) |                                     |                                     |                                     |       |          |          |

### Legislatura 1999 -2003
| Eleccions municipals de 13 de juny de 1999 - La Pobla de Segur                                                          |                                     |                                     |                                     |       |          |          |
| Candidatura | Candidatura                         | Candidatura                         | Cap de llista                       | Vots  | Vots     | Regidors |
| | PSC-PSOE                            |                                     | Narcís Balaguer Bosch               | 861   | 48,53%   | 6 (-1)   |
| | CIU                                 |                                     | Franesca Pociello Oliva             | 603   | 33,99%   | 4 (+1)   |
| | ERC                                 |                                     | Eugeni Pascual Santiesteve          | 225   | 12,68%   | 1 (+1)   |
| | PP                                  |                                     | Elisabet Amorós Fontelles           | 51    | 2,87%    | 0 ()     |
| | Vots en blanc                       |                                     |                                     | 34    | 1,91%    |          |
| Total vots vàlids i regidors                                                                                            | Total vots vàlids i regidors        | Total vots vàlids i regidors        | Total vots vàlids i regidors        | 1.774 | 100 %    | 11       |
| | Vots nuls                           | Vots nuls                           | Vots nuls                           | 11    | 0,56%    |          |
| Participació (vots vàlids més nuls)                                                                                     | Participació (vots vàlids més nuls) | Participació (vots vàlids més nuls) | Participació (vots vàlids més nuls) | 1.784 | 69,15%** |          |
| Abstenció | Abstenció                           | Abstenció                           | Abstenció                           | 796*  | 30,85%** |          |
| Total cens electoral | Total cens electoral                | Total cens electoral                | Total cens electoral                | '*    | 100 %**  |          |
| Batlle: Narcís Balaguer Bosch Per ser la llista més votada, després de no haver obtingut majoria absoluta dels regidors |                                     |                                     |                                     |       |          |          |
| Fonts: Gencat.cat (* No són vots sinó electors. ** Percentatge respecte del cens electoral.)                            |                                     |                                     |                                     |       |          |          |

### Legislatura 2003 -2007
| Eleccions municipals de 25 de maig de 2003 - La Pobla de Segur                                                             |                                     |                                     |                                     |       |          |          |
| Candidatura | Candidatura                         | Candidatura                         | Cap de llista                       | Vots  | Vots     | Regidors |
| | CIU                                 |                                     | Francesca Pociello Oliva            | 807   | 43,36%   | 5 (+1)   |
| | ERC-AM                              |                                     | Lluís Bellera Juanmartí             | 603   | 32,40%   | 4 (+3)   |
| | PSC-PM                              |                                     | Josep Semino Laguia                 | 418   | 22,46%   | 2 (-4)   |
| | Vots en blanc                       |                                     |                                     | 33    | 1,76%    |          |
| Total vots vàlids i regidors                                                                                               | Total vots vàlids i regidors        | Total vots vàlids i regidors        | Total vots vàlids i regidors        | 1.861 | 100 %    | 11       |
| | Vots nuls                           | Vots nuls                           | Vots nuls                           | 11    | 0,59%    |          |
| Participació (vots vàlids més nuls)                                                                                        | Participació (vots vàlids més nuls) | Participació (vots vàlids més nuls) | Participació (vots vàlids més nuls) | 1.872 | 73,88%** |          |
| Abstenció | Abstenció                           | Abstenció                           | Abstenció                           | 662*  | 26,12%** |          |
| Total cens electoral | Total cens electoral                | Total cens electoral                | Total cens electoral                | '*    | 100 %**  |          |
| Batlle: Francesca Pociello Oliva Per ser la llista més votada, després de no haver obtingut majoria absoluta dels regidors |                                     |                                     |                                     |       |          |          |
| Fonts: Gencat.cat (* No són vots sinó electors. ** Percentatge respecte del cens electoral.)                               |                                     |                                     |                                     |       |          |          |

### Legislatura 2007 -2011
| Eleccions municipals de 27 de maig de 2007 - La Pobla de Segur                               |                                                 |                                     |                                     |       |          |          |
| Candidatura                                                                                  | Candidatura                                     | Candidatura                         | Cap de llista                       | Vots  | Vots     | Regidors |
|                                                                                              | CIU                                             |                                     | Xavier Pont Jornada                 | 702   | 41,46%   | 5 ()     |
|                                                                                              | ERC-AM                                          |                                     | Lluís Bellera Juanmartí             | 528   | 31,19%   | 4 ()     |
|                                                                                              | PSC-PM                                          |                                     | Esperança Farrera Guàrdia           | 373   | 22,03%   | 2 ()     |
|                                                                                              | AEPC - Agrupació d'Electors Poblatans pel Canvi |                                     | Manel Puyol Valero                  | 31    | 1,83%    | 0 ()     |
|                                                                                              | Vots en blanc                                   |                                     |                                     | 59    | 3,46%    |          |
| Total vots vàlids i regidors                                                                 | Total vots vàlids i regidors                    | Total vots vàlids i regidors        | Total vots vàlids i regidors        | 1.693 | 100 %    | 11       |
|                                                                                              | Vots nuls                                       | Vots nuls                           | Vots nuls                           | 13    | 0,76%    |          |
| Participació (vots vàlids més nuls)                                                          | Participació (vots vàlids més nuls)             | Participació (vots vàlids més nuls) | Participació (vots vàlids més nuls) | 1.706 | 69,46%** |          |
| Abstenció                                                                                    | Abstenció                                       | Abstenció                           | Abstenció                           | 750*  | 30,54%** |          |
| Total cens electoral                                                                         | Total cens electoral                            | Total cens electoral                | Total cens electoral                | '*    | 100 %**  |          |
| Batlle: Lluís Bellera Juanmartí                                                              |                                                 |                                     |                                     |       |          |          |
| Fonts: Gencat.cat (* No són vots sinó electors. ** Percentatge respecte del cens electoral.) |                                                 |                                     |                                     |       |          |          |

### Legislatura 2011 -2015
| Eleccions municipals de 22 de maig de 2011 - La Pobla de Segur                                                            |                                     |                                     |                                     |       |          |          |
| Candidatura | Candidatura                         | Candidatura                         | Cap de llista                       | Vots  | Vots     | Regidors |
| | ERC-AM                              |                                     | Lluís Bellera Juanmartí             | 585   | 41,17%   | 5 (+1)   |
| | CIU                                 |                                     | Xavier Pont Jornada                 | 524   | 36,88%   | 4 (-1)   |
| | PSC-PM                              |                                     | Jordi Colom Perna                   | 232   | 16,33%   | 2 ()     |
| | Vots en blanc                       |                                     |                                     | 80    | 5,45%    |          |
| Total vots vàlids i regidors                                                                                              | Total vots vàlids i regidors        | Total vots vàlids i regidors        | Total vots vàlids i regidors        | 1.421 | 100 %    | 11       |
| | Vots nuls                           | Vots nuls                           | Vots nuls                           | 47    | 3,20%    |          |
| Participació (vots vàlids més nuls)                                                                                       | Participació (vots vàlids més nuls) | Participació (vots vàlids més nuls) | Participació (vots vàlids més nuls) | 1.468 | 62,76%** |          |
| Abstenció | Abstenció                           | Abstenció                           | Abstenció                           | 871*  | 37,24%** |          |
| Total cens electoral | Total cens electoral                | Total cens electoral                | Total cens electoral                | '*    | 100 %**  |          |
| Batlle: Lluís Bellera Juanmartí Per ser la llista més votada, després de no haver obtingut majoria absoluta dels regidors |                                     |                                     |                                     |       |          |          |
| Fonts: Gencat.cat (* No són vots sinó electors. ** Percentatge respecte del cens electoral.)                              |                                     |                                     |                                     |       |          |          |

### Legislatura 2015 -2019
| Eleccions municipals de 24 de maig de 2015 - La Pobla de Segur                                                            |                                     |                                     |                                     |       |          |          |
| Candidatura | Candidatura                         | Candidatura                         | Cap de llista                       | Vots  | Vots     | Regidors |
| | ERC-AM                              |                                     | Lluís Bellera Juanmartí             | 736   | 50,65%   | 6 (+1)   |
| | CIU                                 |                                     | Concepció Ginestà Nus               | 497   | 34,21%   | 4 ()     |
| | PSC-PM                              |                                     | Jordi Colom Perna                   | 161   | 11,08%   | 1 (-1)   |
| | Vots en blanc                       |                                     |                                     | 59    | 3,99%    |          |
| Total vots vàlids i regidors                                                                                              | Total vots vàlids i regidors        | Total vots vàlids i regidors        | Total vots vàlids i regidors        | 1.453 | 100 %    | 11       |
| | Vots nuls                           | Vots nuls                           | Vots nuls                           | 26    | 1,76%    |          |
| Participació (vots vàlids més nuls)                                                                                       | Participació (vots vàlids més nuls) | Participació (vots vàlids més nuls) | Participació (vots vàlids més nuls) | 1.479 | 66,50%** |          |
| Abstenció | Abstenció                           | Abstenció                           | Abstenció                           | 745*  | 33,50%** |          |
| Total cens electoral | Total cens electoral                | Total cens electoral                | Total cens electoral                | '*    | 100 %**  |          |
| Batlle: Lluís Bellera Juanmartí Per ser la llista més votada, després de no haver obtingut majoria absoluta dels regidors |                                     |                                     |                                     |       |          |          |
| Fonts: Gencat.cat (* No són vots sinó electors. ** Percentatge respecte del cens electoral.)                              |                                     |                                     |                                     |       |          |          |

### Legislatura2019-2023
| Eleccions municipals de 26 de maig de 2019 - La Pobla de Segur                                    |                                                   |                                     |                                     |        |          |          |
| Candidatura                                                                                       | Candidatura                                       | Candidatura                         | Cap de llista                       | Vots   | Vots     | Regidors |
|                                                                                                   | Esquerra Republicana de Catalunya-Acord Municipal |                                     | Marc Baró Bernaduca                 | 898    | 57,75%   | 7 (+1)   |
|                                                                                                   | Partit dels Socialistes de Catalunya              |                                     | Joan Carles Boix Riart              | 372    | 23,92%   | 3 (+2)   |
|                                                                                                   | Junts per Catalunya                               |                                     | Àngel Enjaime Arnau                 | 247    | 15,88%   | 1 (-3)   |
|                                                                                                   | Vots en blanc                                     |                                     |                                     | 38     | 2,44%    |          |
| Total vots vàlids i regidors                                                                      | Total vots vàlids i regidors                      | Total vots vàlids i regidors        | Total vots vàlids i regidors        | 1.517  | 100 %    | 11       |
|                                                                                                   | Vots nuls                                         | Vots nuls                           | Vots nuls                           | 10     | 0,64%    |          |
| Participació (vots vàlids més nuls)                                                               | Participació (vots vàlids més nuls)               | Participació (vots vàlids més nuls) | Participació (vots vàlids més nuls) | 1.565  | 72,72%** |          |
| Abstenció                                                                                         | Abstenció                                         | Abstenció                           | Abstenció                           | 587*   | 27,28%** |          |
| Total cens electoral                                                                              | Total cens electoral                              | Total cens electoral                | Total cens electoral                | 2.152* | 100 %**  |          |
| Batlle: Marc Baró Bernaduca Per majoria absoluta dels vots dels regidors                          |                                                   |                                     |                                     |        |          |          |
| Fonts: Pallars Digital (* No són vots sinó electors. ** Percentatge respecte del cens electoral.) |                                                   |                                     |                                     |        |          |          |

### Legislatura2023-2027[8]
| Eleccions municipals de 28 de maig de 2023 - La Pobla de Segur                                                    |                                                   |                                     |                                     |        |          |          |
| Candidatura | Candidatura                                       | Candidatura                         | Cap de llista                       | Vots   | Vots     | Regidors |
| | Esquerra Republicana de Catalunya-Acord Municipal |                                     | Marc Baró Bernaduca                 | 688    | 52,59%   | 6 (-1)   |
| | Partit dels Socialistes de Catalunya              |                                     | Joan Carles Boix Riart              | 321    | 24,54%   | 3 ()     |
| | Junts per Catalunya                               |                                     | Fidel Reig i Andreu                 | 284    | 21,71%   | 2 (+1)   |
| | Vots en blanc                                     |                                     |                                     | 15     | 1,14%    |          |
| Total vots vàlids i regidors                                                                                      | Total vots vàlids i regidors                      | Total vots vàlids i regidors        | Total vots vàlids i regidors        | 1.308  | 100 %    | 11       |
| | Vots nuls                                         | Vots nuls                           | Vots nuls                           | 23     | 1,72%    |          |
| Participació (vots vàlids més nuls)                                                                               | Participació (vots vàlids més nuls)               | Participació (vots vàlids més nuls) | Participació (vots vàlids més nuls) | 1.331  | 61,79%** |          |
| Abstenció | Abstenció                                         | Abstenció                           | Abstenció                           | 823*   | 38,20%** |          |
| Total cens electoral                                                                                              | Total cens electoral                              | Total cens electoral                | Total cens electoral                | 2.154* | 100 %**  |          |
| Batlle: Marc Baró Bernaduca Per majoria absoluta dels vots dels regidors                                          |                                                   |                                     |                                     |        |          |          |
| Fonts: Ajuntament de la Pobla de Segur (* No són vots sinó electors. ** Percentatge respecte del cens electoral.) |                                                   |                                     |                                     |        |          |          |

### Govern municipal[9]
- Marc Baró i Bernaduca (ERC-AM), alcalde, regidoria d'Hisenda, Governació, Obres i Serveis, Personal i Urbanisme.
- Josep Maria Tirbió i Civís (ERC-AM), primer tinent d'alcalde, regidoria de Promoció econòmica i participació ciutadana.
- Gemma Algueró i Cots (ERC-AM), segona tinent d'alcalde, regidoria de Salut, cohesió social i igualtat i gent gran.
- Sílvia Servent i Rubió (ERC-AM), tercera tinent d'alcalde, regidoria de Joventut i infància, comunicació i transparència i educació.
- Ignasi Doll i Cos (ERC-AM), regidoria d'Esports, obres i serveis, acció cívica i medi ambient.
- Ramon Enric Guimó i Casanovas (ERC-AM), regidoria d'Educació i Cultura

### Oposició
- Joan Carles Boix i Riart (PSC-CP)
- Maria Angeles Macaya Miguel (PSC-CP)
- Enrique Beck Giménez (PSC-CP)
- Fidel Reig Andreu (Junts x Pobla)
- Maria Teresa Pons Rodríguez (Junts x Pobla)

## Llocs d'interès

### Històric
- Vila de la Pobla de Segur
- Església parroquial moderna de la Mare de Déu de la Ribera

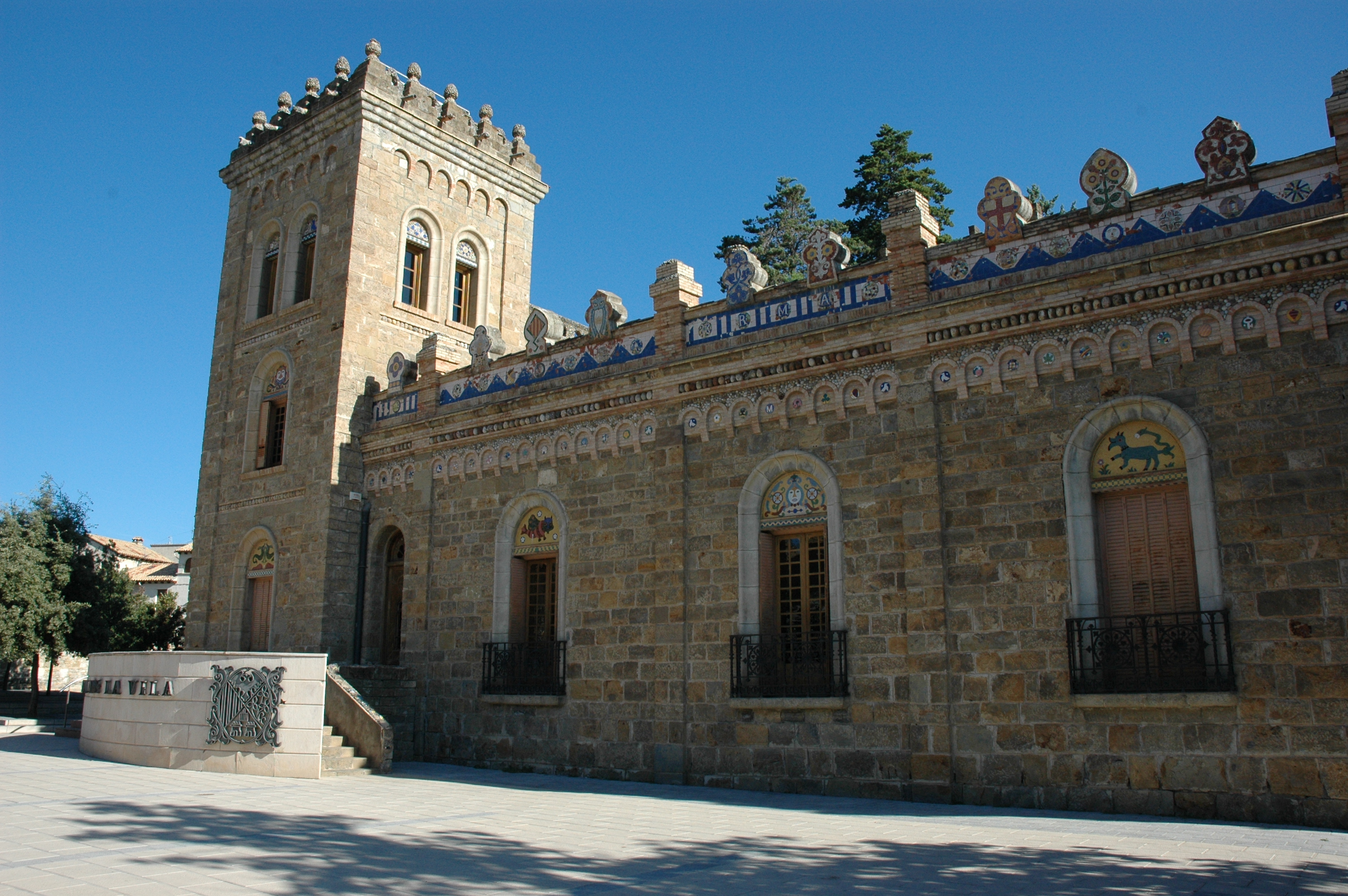
La torre Mauri, d'estil modernista

- La Torre Mauri. Actualment és l'ajuntament. Va ser adquirit a l'exalcalde D. Josep M. Boixareu el 28 de desembre d'any 1985 i l'1 d'agost de 1986 es va inaugurar com a seu de l'actual Ajuntament pel llavors alcalde D. Jordi Martí Santamaría per un import total de 28.000.000 de pessetes, aconseguides mitjançant unes permutes de terrenys i subvencions. A l'erari públic li va costar només 2.500.000 de pessetes. Com a curiositat, l'escultura de Josep Llimona estava valorada en més de 6.000.000 de pessetes de l'època. Es poden descobrir els secrets del modernisme al Pallars amb la visita al Complex Torre Mauri, un conjunt de dos edificis de principis del segle xx: el Molí de l'Oli de Sant Josep, presidit per l'escultura de Josep Llimona i Bruguera, i la Casa Mauri, una antiga torre d'estiueig que combina les formes modernistes amb un poc habitual estil neoromànic, engalanada amb mosaics obra del prestigiós mosaïcista Lluís Brú i Salelles.

- Museu dels Raiers. Centre dedicat a l'estudi i a la difusió dels antics sistemes de transport fluvial de la fusta mitjançant la recuperació i la conservació patrimonial d'aquest ofici desaparegut. A la Pobla de Segur i en els seus entorns hi ha diversos monuments als raiers.

El Museu dels Raiers no es troba pròpiament a la Pobla de Segur, sinó al que fou el poble raier per excel·lència de la conca de la Noguera Pallaresa, el Pont de Claverol, al terme municipal de Conca de Dalt. Tanmateix la proximitat d'aquest al nucli de la Pobla el fan una visita gairebé obligada a tots els qui visiten la Pobla.

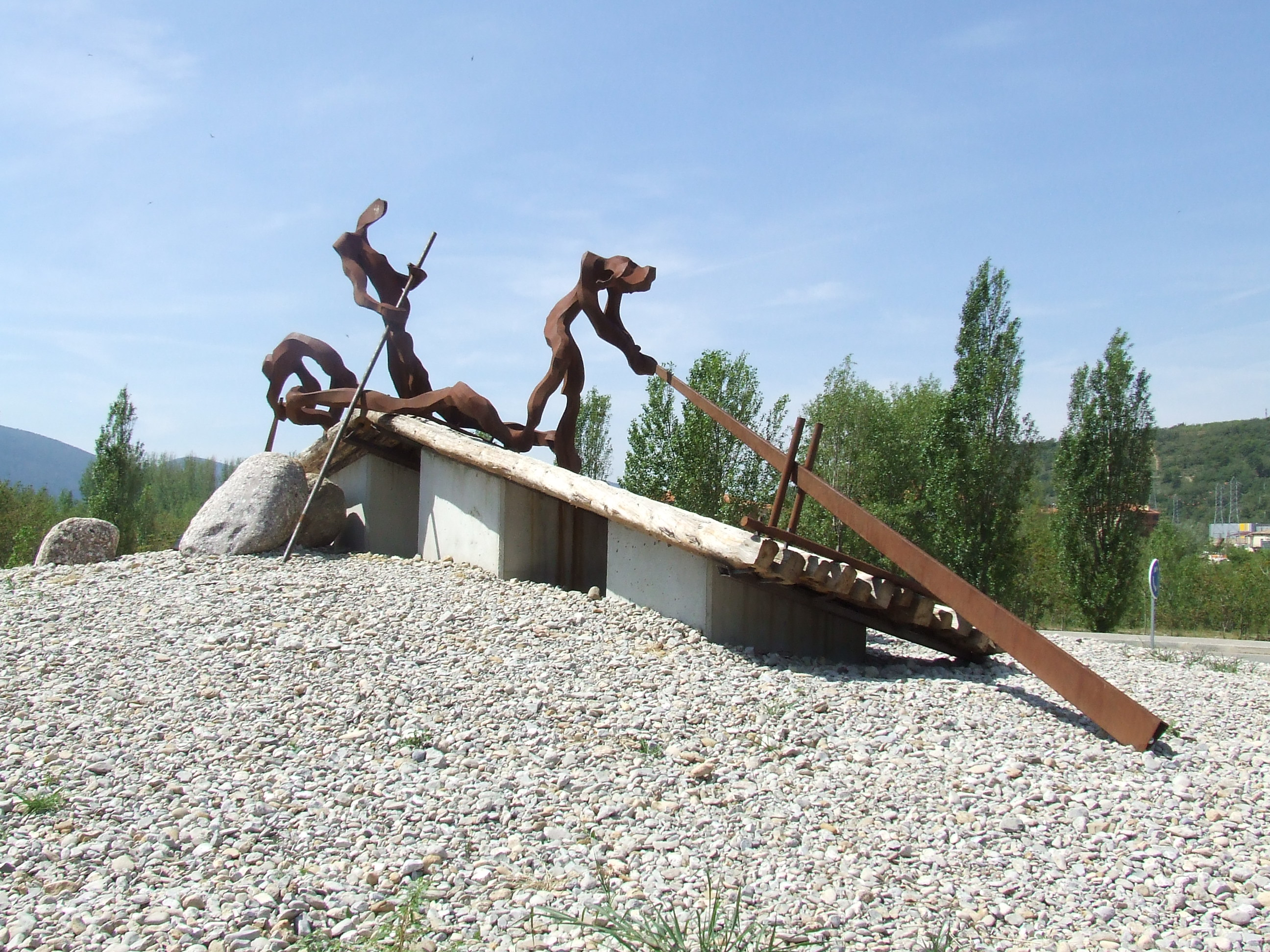
Un dels monuments als raiers de la Pobla de Segur

- Comú de Particulars. Centre de dinamització cultural i de gestió en règim cooperatiu dels beneficis de l'energia hidràulica.
- Antic poblat del Pui de Segur
- Església romànica de Sant Miquel del Pui
- Poble de Gramuntill
- Poble de Montsor
- Església romànica de Santa Maria de Montsor
- Poble de Puimanyons
- Església romànica de Sant Cristòfol de Puimanyons
- Poble de Sant Joan de Vinyafrescal
- Església d'origen romànic de Sant Joan de Vinyafrescal
- Monestir romànic, en ruïnes, de Sant Pere de les Maleses

### Paisatgístic
- Conjunt paisatgístic de la Pobla de Segur, envoltat de muntanyes (la serra de Boumort, etc.). Sorgint entre estrets congostos, s'obren pas els rius Noguera Pallaresa i Flamisell, que conflueixen al sud de la Pobla de Segur i formen un estany fet per la mà de l'home, l'embassament de Sant Antoni. De més d'11 km de llarg, fou construït a principis del segle xx per a l'explotació hidràulica, i avui dia és un paratge idíl·lic per a la pràctica de la nàutica en aigües tranquil·les.
- Congost de Collegats
- Conjunt paisatgístic de Gramuntill
- Conjunt paisatgístic de Montsor

## Festes
A la Pobla de Segur se celebren les falles el 17 de juny des del 1957 per iniciativa de l'alcalde d'aleshores, Josep Maria Boixareu, per a crear un atractiu turístic. El 2009 es creà l'Associació Cultural de Fallaires i Pubilles de la Pobla de Segur, que l'impulsa.
La música i la dansa de la festa de la baixada de les falles va ser composta per Joan Lluís, un folclorista. La festa consisteix en la baixada de falles des de la muntanya de Santa Magdalena.
Una altra festa especialment significativa és la Diada dels Raiers, desenvolupada des del 1979 i que rememora l'antic ofici del raier.

## Comunicacions
El terme de la Pobla de Segur és creuat, bàsicament, per tres carreteres, que marquen una mena de i grega que hi entra pel sud i en surt pel nord-est i pel nord-oest. A part, una altra carretera corre en part paral·lela a una d'elles, com quedarà descrit tot seguit.
D'una banda, hi ha la carretera C-13 (Lleida - Esterri d'Àneu), que, procedent de Tremp, Talarn i Salàs de Pallars entre en el terme poblatà just en el seu extrem meridional, a llevant del poble de Sant Joan de Vinyafrescal. Arriba a la vila de la Pobla de Segur molt a prop de la junció d'aigües del Flamisell i la Noguera Pallaresa, travessa la vila de sud a nord, i en surt cap al nord-est, seguint de forma paral·lela la Noguera Pallaresa fins a sortir del terme per Collegats, en direcció a Sort i Esterri d'Àneu.
En segon lloc, travessa el terme de nord-est a nord-oest, passant pel centre, la carretera N-260 (Coll dels Balitres, a Portbou - Sabiñánigo), que comparteix tracat, entre Sort i la Pobla de Segur amb l'anterior. Ara bé, un cop a la Pobla de Segur, aquesta carretera travessa del tot el nucli urbà, i quan arriba a l'extrem sud de la vila, un cop travessat el Flamisell, segueix la riba dreta d'aquest riu, aigües amunt, per adreçar-se a Senterada i el Pont de Suert. Amb aquestes dues carreteres queda formada la Y que s'apuntava al començament.
De la vila cap al nord-oest, per la riba esquerra del Flamisell, hi ha una altra carretera, la L-522 (La Pobla de Segur - N-260, al Congost d'Erinyà, a Conca de Dalt). És una carretera curta, de km, que corre paral·lela a la N-260 i al riu Flamisell fins que, al capdamunt del seu recorregut, travessa el riu i va a abocar-se en la N-260 just al començament meridional del Congost d'Erinyà.
No hi ha cap més carretera, oficialment, en el terme. Ara bé, caldria esmentar algunes de les pistes, asfaltades i en bon estat, que, sense tenir la consideració -i la numeració corresponent- de carreteres, ho són, en realitat. A l'extrem sud, trobem la pista, curta, que de la C-13 puja al poble de Sant Joan de Vinyafrescal. Una mica més al nord, una altra pista enllaça la zona industrial i de serveis amb l'antic poble de Puimanyons. Al nord-est del terme, del quilòmetre de la N-260, surt cap al nord-oest la pista que duu a Gramuntill. Finalment, a l'extrem nord del terme hi ha la pista que des de Montcortès de Pallars i Peracalç penetra en el terme de la Pobla de Segur per tal d'arribar al poble de Montsor.
La Pobla de Segur també té estació de tren, que va arribar per primer cop el 1951. És la terminal nord de la línia de Lleida a la Pobla de Segur, antigament de Renfe i actualment gestionada per la Generalitat, a través dels FGC (Ferrocarrils de la Generalitat de Catalunya). Un total de cinc trens diars durant dies feiners, dos trens durant els dissabtes i tres trens en diumenges i festius en cada direcció enllaçen la Pobla de Segur amb Lleida.
De serveis d'autobusos, n'hi ha dos de bàsics: el que ve de Barcelona per Artesa de Segre i Isona, i el que ve del sud, sempre per la C-13. Tots dos ajunten el seu traçat a Tremp. El primer se subdivideix en dues línies: la de Barcelona a la Pobla de Segur, i la de Barcelona ath Pònt de Rei.
En el primer cas, hi ha tres serveis diaris que tenen el seu final a la Pobla de Segur i tres més que en marxen cap a Barcelona, ara bé només un en cada direcció para a tots els pobles dels termes pels quals passa: Salàs de Pallars, Embrancament de Talarn, Tremp, Vilamitjana, Embrancament de Suterranya, Figuerola d'Orcau, Conques, Isona, Biscarri i Benavent de la Conca, per citar només els de la comarca. En direcció a Barcelona, dos circulen al matí i un a la tarda; en direcció contrària, tots tres són a la tarda.
En la ruta de Barcelona a eth Pònt de Rei, hi ha dos serveis en cada direcció. Cap a la Vall d'Aran tots dos són al matí (un d'ells es queda a Esterri d'Àneu), amb poca estona de diferència. Cap a Barcelona,tots dos (un té l'origen, també, a Esterri d'Àneu) són a la tarda, amb 40 minuts de diferència entre els dos.
Per la carretera C-13 també circula la línia de transport públic ordinari de Lleida a Esterri d'Àneu, que ofereix, al seu pas per la Pobla de Segur un sol servei en direcció a Lleida, que passa a un quart de 6 del matí per la vila, i un altre a la inversa, que passa poc després de les 6 de la tarda.

## Temes relacionats
- Comtat de Pallars Jussà.
- Comtat de Pallars Sobirà.
- Comtat de Ribagorça.
- Tossal de la Vinya (Gramuntill).
- Obac de Pumanyons.